# Kloster St. Anna in Jerusalem
Koordinaten: 31° 46′ 53,1″ N, 35° 14′ 10,9″ O

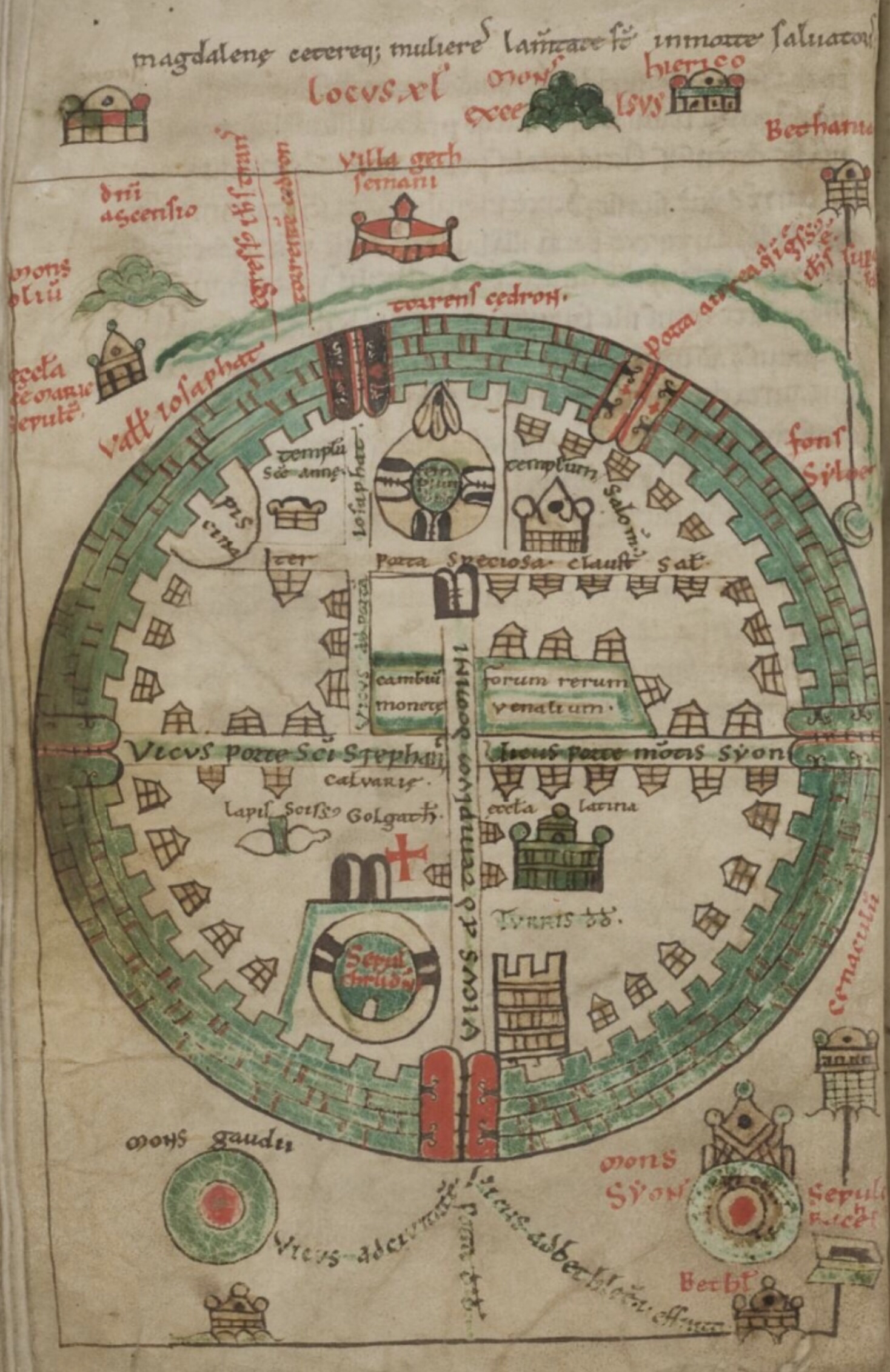
St. Omar-Karte, Jerusalem um 1140, das Kloster St. Anna ist im oberen, linken Viertel der ummauerten Stadt dargestellt (Templum Scte Anne)

Das Kloster St. Anna in Jerusalem war ein Benediktinerinnenkloster in der Altstadt von Jerusalem zur Zeit des Königreichs Jerusalem. Es wurde kurz nach der Eroberung Jerusalems (1099) durch die Kreuzfahrer gegründet und 1187 nach der Eroberung Jerusalems durch Saladin nach Akkon (1191) verlegt. Nach dem Fall von Akkon 1291 flohen die überlebenden Nonnen nach Nikosia und gründeten dort ein neues Mutterkloster, das um 1370 erlosch.

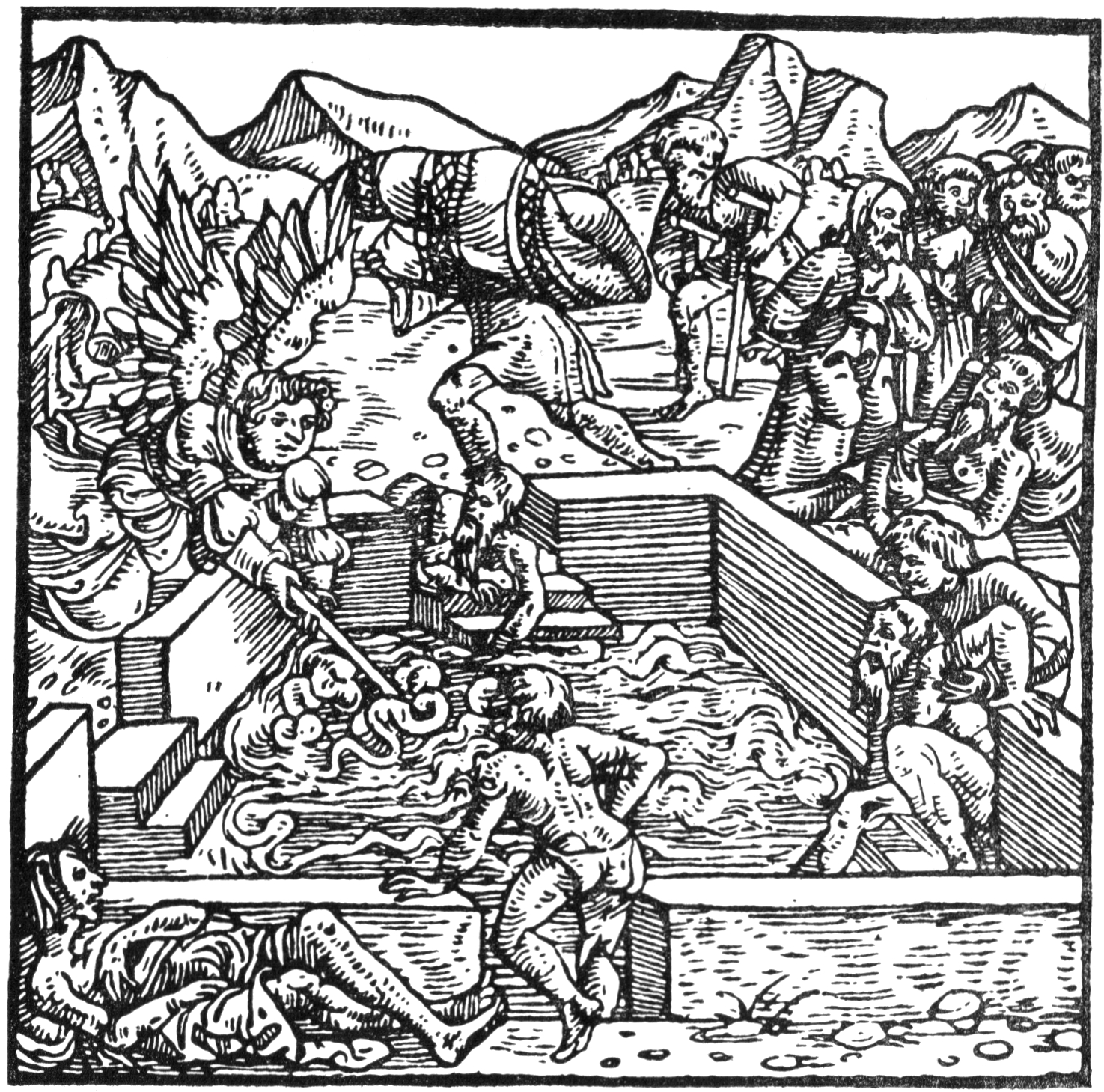
Ein Engel steigt herab und berührt das Wasser. Der Geheilte nimmt seine Liege und geht von dannen (aus der Zürcher Bibel von 1531)

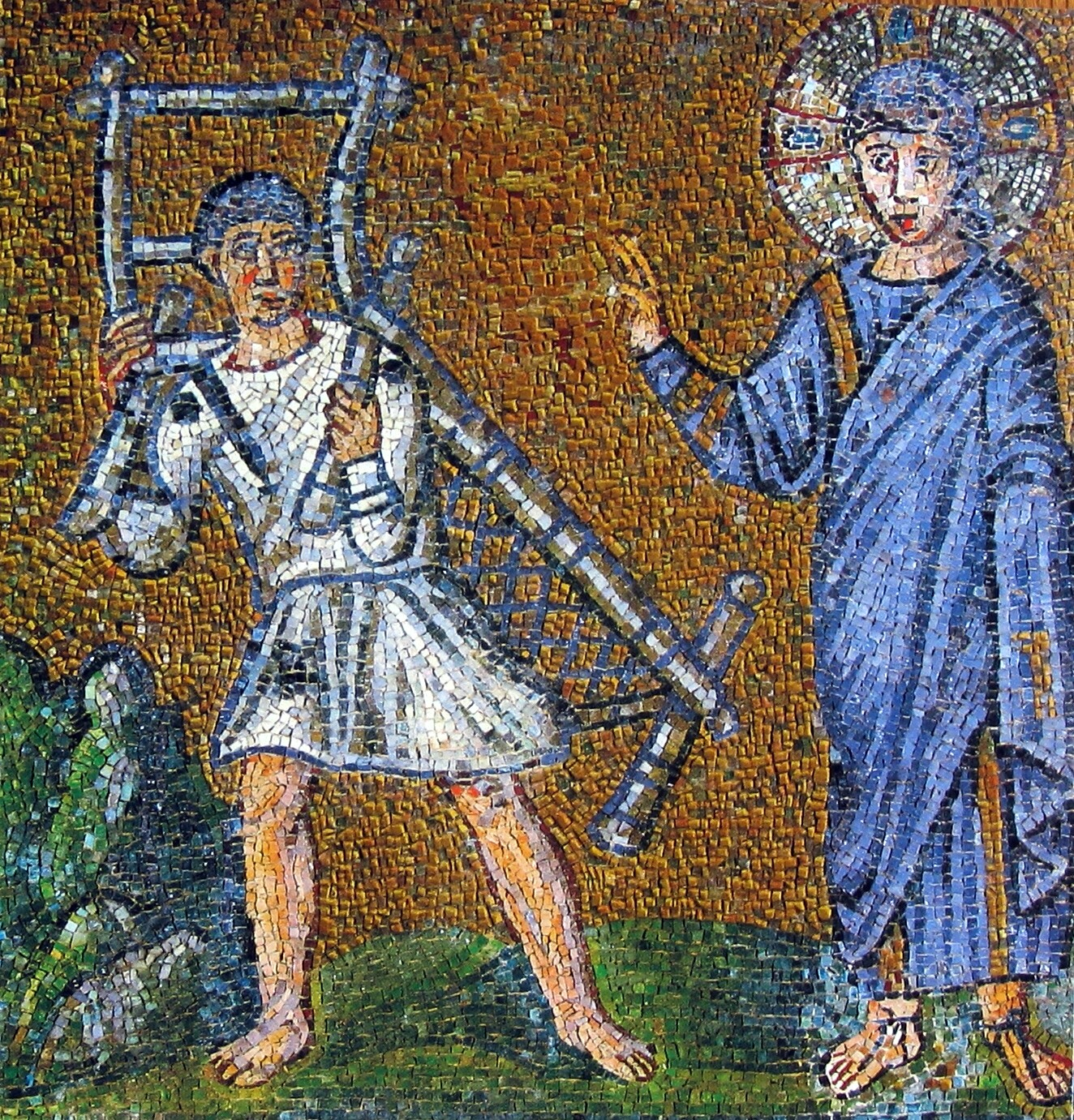
Die Heilung des Gelähmten am Teich Bethesda (Mosaik in Sant' Apollinare Nuovo in Ravenna, Ende des 5. Jahrhunderts)

## Religiöse Bedeutung der Lokalität
Das Kloster St. Anna in der Altstadt von Jerusalem wurde östlich von einem kleinen Teich, der auch Schafteich und auf Hebräisch Bethesda genannt wurde, gegründet. Rund um den Teich waren fünf Säulenhallen angeordnet und darin warteten „eine Menge Kranker, Blinder, Lahmer, Dürrer“ (Joh 5,3 ) darauf, dass ein Engel herabstieg und das Wasser bewegte. Wer nun als Erster in das Becken gelangte, wurde von seinem Leiden geheilt (Joh 5,4 ). Unter den in den Säulenhallen Wartenden war auch ein seit 38 Jahren gelähmter Mann, der aufgrund seiner schweren Behinderung keine Chance hatte, als Erster in das Becken zu gelangen. „Da sagte Jesus zu ihm: Steh auf, nimm deine Liege und geh!“ (Joh 5,8 ) und der Mann konnte wieder gehen. Das Wunder von Bethesda fand schon früh Eingang in die christliche Ikonographie; so gibt es z. B. bereits in der Kirche Sant’Apollinare Nuovo in Ravenna ein Mosaik mit der Darstellung des Wunders.
Seit dem siebten Jahrhundert wurde ein in der Nähe liegender Höhlenkomplex auch als der Ort identifiziert, an dem das Haus von Joachim und Anna, den Eltern von Maria, gestanden haben soll. Hier soll Maria geboren worden sein und ihre Kindheit verbracht haben.

## Vorgeschichte
Schon in frühchristlicher Zeit (5. Jahrhundert?) wurde auf Bogenkonstruktionen über dem Schafteich eine Kirche errichtet, die auch die Kirche am Schafteich genannt wurde. Um 808 berichtete ein Pilger, dass fünf Priester die Gottesdienste in der der Hl. Maria geweihten Kirche besorgten. Angeschlossen war auch ein Frauenkloster, in dem 25 Nonnen lebten. Diese Kirche und das Kloster (?) wurden vermutlich 1009 auf Befehl von Kalif al-Hakim zerstört. Die eigentliche heilige Stätte, der Höhlenkomplex mit der angeblichen Wohnung von Joachim und Anna, blieb unversehrt. 1092/93 berichtete ein muslimischer Jerusalembesucher, dass sich in der Nähe des Teiches (im ursprünglichen Kloster?) eine Koranschule befand. Von einem christlichen Kloster ist keine Rede mehr.

## Das Kloster St. Anna am Schafteich
Als die Kreuzfahrer 1099 Jerusalem erreichten, fanden sie die Kirche über dem Schafteich immer noch in Ruinen. Die Ruine lag unmittelbar unter der nordöstlichen Ecke des Tempelberges. In den Jahren 1102/03 wurde etwas weiter östlich eine neue Kirche errichtet. Schon kurz danach war auch ein Konvent an der Kirche angesiedelt. Zwischen 1103 und 1108 verstieß König Balduin I. seine armenische Frau Arda (Orianta) und zwang sie in das Kloster St. Anna einzutreten. Drei oder vier arme Frauen niederer Geburt lebten in dem Kloster. Um seiner Frau ein standesgemäßeres Leben im Kloster zu ermöglichen, verbesserte er die Einkünfte des Klosters durch Schenkungen. Nach einiger Zeit bat Arda um Erlaubnis nach Konstantinopel zu reisen, um dort Gelder für das Kloster bei ihrer Verwandtschaft einzuwerben. In Konstantinopel angekommen legte sie den Schleier ab und lebte ein weltliches Leben. Hamilton und Jotschky nehmen an, dass der Konvent bei St. Anna ursprünglich ein orthodoxer Konvent war, zumal auch Arda Armenierin war. Andere Autoren nehmen an, dass der Konvent von Anfang an ein Benediktinerinnenkloster war (z. B. Pringle).

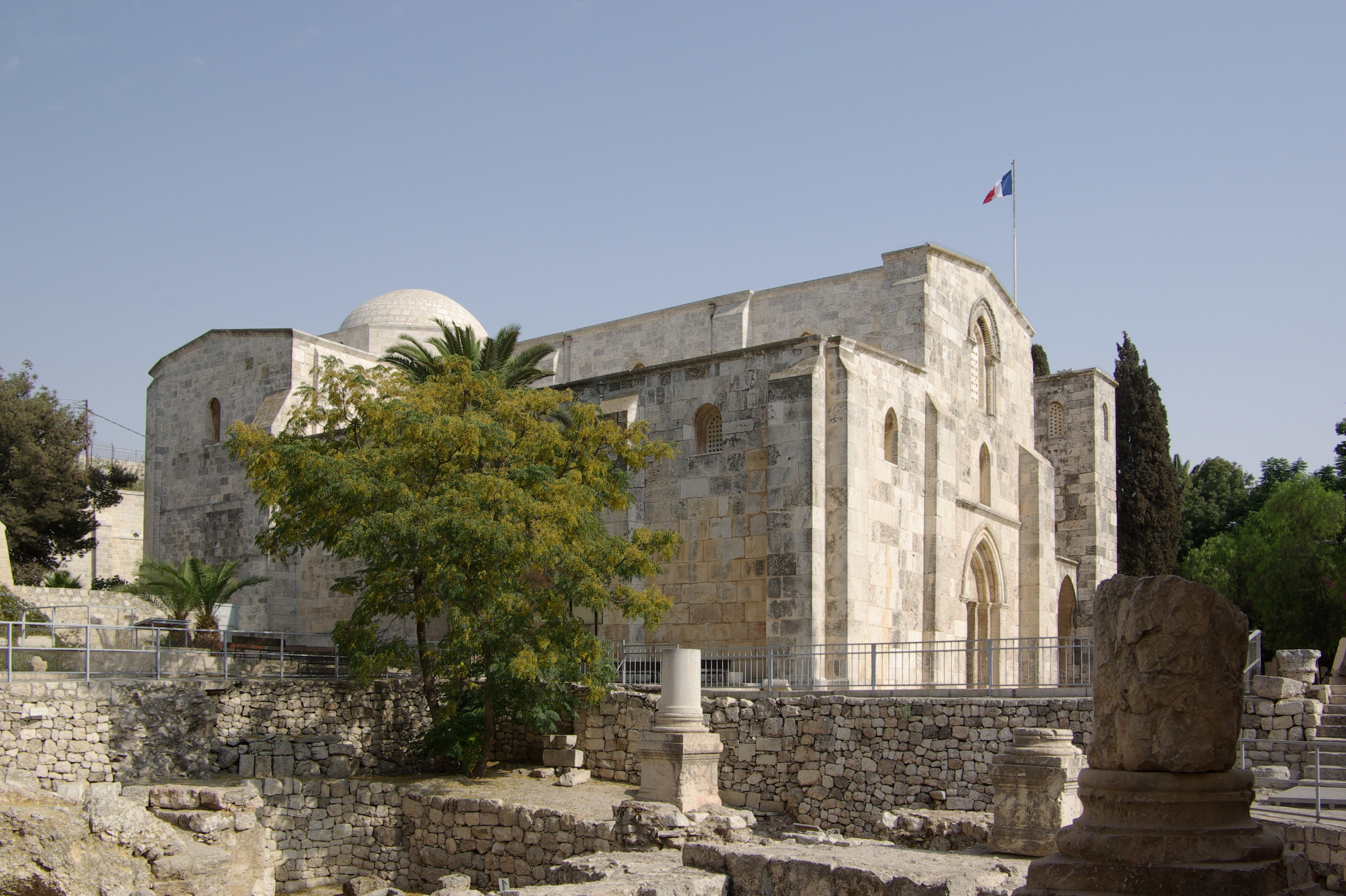
St. Anna-Kirche in Jerusalem

Einige Jahre danach gehörte der Konvent definitiv dem Benediktinerorden an. Vermutlich machten die Schenkungen von König Balduin I. das Kloster attraktiv auch für nachgeborene Töchter der fränkischen Oberschicht. Das Kloster St. Anna unterstand direkt dem Patriarchen von Jerusalem. Um/nach 1131 trat Yveta/Iveta, die jüngste Tochter von König Balduin II., in das Kloster ein. 1138 bekundeten Königin Melisende und ihr Mann König Fulko ihre Absicht ein Männer- oder Frauenkloster in Bethanien zu gründen. Das Klosterprojekt ruhte dann für einige Jahre. Erst nach dem Tod von König Fulko (1143) verwirklichte Melisende die Gründung eines Frauenklosters in Bethanien, das Kloster St. Lazarus; vielleicht auch mit dem Hintergedanken, dass ihre jüngste Schwester Yveta dort Äbtissin werden sollte. 1144 bestätigte der Sohn von Melisende und Fulko, der zu diesem Zeitpunkt noch minderjährige Balduin III., dem neuen Kloster in Bethanien und seiner Äbtissin Mathilda ihre Besitzungen. Spätestens 1157 wurde Yveta dort auch tatsächlich Äbtissin.
Bis 1165 wurde die Klosterkirche von St. Anna über dem Höhlenheiligtum neu gebaut. Die Apsis wurde dabei über zwei aus dem Felsen gehauene Zisternen gebaut; die Zisternen wurden eingewölbt und fungierten als Krypten. Sie waren mit gewölbten Krypten unter dem Schiff und dem südlichen Querhaus verbunden. Diese Kirche ist im Wesentlichen noch die heutige St.-Anna-Kirche in Jerusalem.
Leider hat sich kein Verzeichnis des Besitzes des Klosters oder eine Besitzbestätigung erhalten. Nach den wenigen erhaltenen Urkunden besaß das Kloster wahrscheinlich
- Marktstände in Jerusalem
- einen Weinberg außerhalb von Jerusalem
- die Hälfte des Zehnten von einem Weinberg, der an einem Weinberg des Klosters Bethanien lag
- vermutlich weitere Weinberge (erwähnt bei einem Gütertausch mit den Johannitern)
- casale S. Annae mit einer Quelle (Sindiana) in der Herrschaft Caesarea
- ein Anwesen namens Adrie/Adria; es wurde zwischen 1178 und 1187 für 25 Byzantiner Geld an die Johanniter verpachtet (identisch mit Sindiana?)
- beim Verkauf eines Anwesens 1182 in Galiläa wird ein Anwesen des Klosters St. Anna als Anlieger genannt
- Kirche St. Anna in Akkon (vor 1168 erworben)

## Das Kloster St. Anna im Exil in Akkon
Nach der Eroberung von 1187 durch Saladin verließen die Nonnen ihren Konvent in Jerusalem. Hamilton und Jotschky vermuten, dass sie zunächst in Tyrus oder Tripolis Zuflucht fanden. Nach der Eroberung von Jerusalem wandelte Saladin die Kirche (und das Kloster ?) in eine Koranschule (Madrasa) um, wie die Inschrift über dem Eingang zur St. Anna-Kirche besagt. Nach der Rückeroberung von Akkon 1191 richteten sich die Nonnen in ihrer Filialkirche St. Anna in Akkon ein. Es gibt keine urkundlichen Hinweise, dass die Nonnen in der Zeit zwischen 1229 und 1244, in der Jerusalem wieder unter christlicher Verwaltung stand, wieder in ihr Kloster zurückkehrten oder Versuche unternahmen, ihren Besitz in Jerusalem zurückzuerhalten. Die Kirche St. Anna und das Kloster in Akkon standen nach einem Bericht des Templers von Tyrus über den Fall von Akkon 1291 gegenüber dem Palast des Großmeisters des Templerordens. Sie wird heute von einigen Forschern mit dem Standort der griechisch-katholischen Andreaskirche identifiziert.

## Das neue Kloster in Nikosia und sein Ende
Nach dem Fall von Akkon 1291 flohen die überlebenden Nonnen nach Nikosia (Zypern) und gründeten dort ein neues (Mutter-)Kloster, das von einer Äbtissin geleitet wurde. 1321 nannte sich der Konvent St. Anna von Jerusalem und sah sich als Nachfolgeinstitution des Jerusalemer Klosters. In diesem Jahr wurden die Nonnen allerdings vom Erzbischof von Nikosia exkommuniziert, da sie sich weigerten, ihr Kloster vom Erzbischof visitieren zu lassen. Sie beriefen sich bei ihrer Weigerung darauf, dass sie direkte Untergebene des Patriarchen von Jerusalem seien. Die Nonnen wandten sich an Papst Johannes XXII., der die Exkommunikation wieder aufhob und auch die neue Äbtissin Elisia bestätigte. In der Gesandtschaft der Nonnen zum päpstlichen Hof in Avignon befand sich auch eine Schwester Domenica von Akkon, die vielleicht schon Insassin des Klosters in Akkon war. Das Kloster in Nikosia verarmte bis 1365 und löste sich einige Jahre später auf.

## Äbtissinnen
- 1157 Sebilia[3]
- 1174 Sibylla (identisch mit der vorher gehenden Äbtissin?)
- 1256 NN
- 1321 Elisia